# Andrij Jarmolenko
Andrij Mykolajovytj Jarmolenko (ukrainsk: Андрій Миколайович Ярмоленко ; født 23. oktober 1989) er en ukrainsk professionel fodboldspiller, som spiller for den Ukrainske Premier League-klub Dynamo Kyiv og Ukraines landshold. 
Andrij Jarmolenko har både spillet for Al Ain FC, West Ham United, Borussia Dortmund og Dynamo Kyiv. 

## Landsholdskarriere
Andrij Jarmolenko scorede to mål til EM 2020, mod Holland, og Nordmakedonien. Ukraine kom hele vejen til Kvartfinalen til EM 2020, og det er deres bedste resultat. Ukraine var vært til EM 2012 sammen med Polen. De kom desværre ikke videre fra gruppespillet, men de vandt over Sverige 2-1. 

## Privat
Andrij Jarmolenko er oprindeligt født i Rusland, men både hans Far, og Mor kommer fra Ukraine.